# Virevoltant

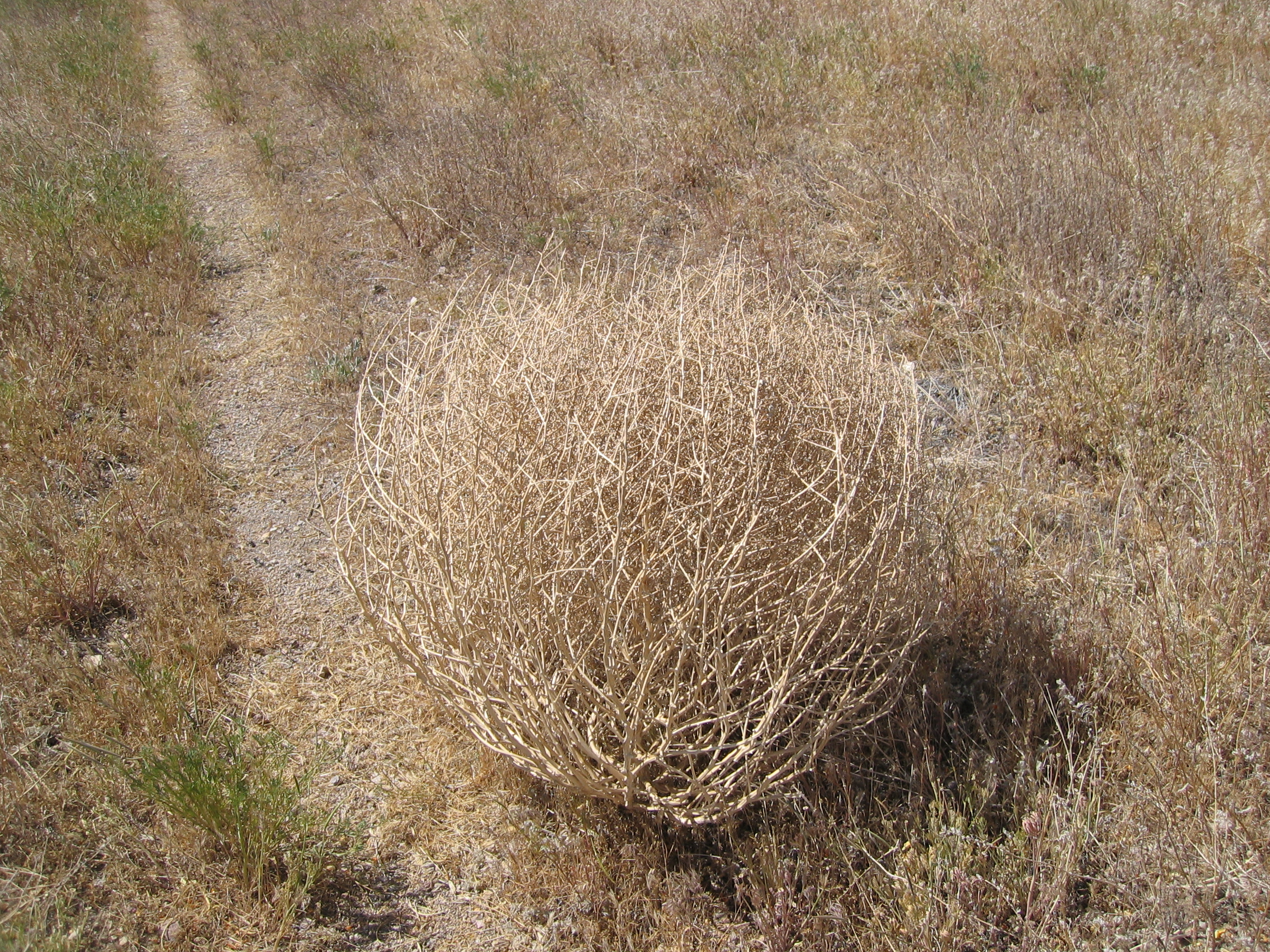
La soude roulante est un virevoltant emblématique des paysages du Far West.

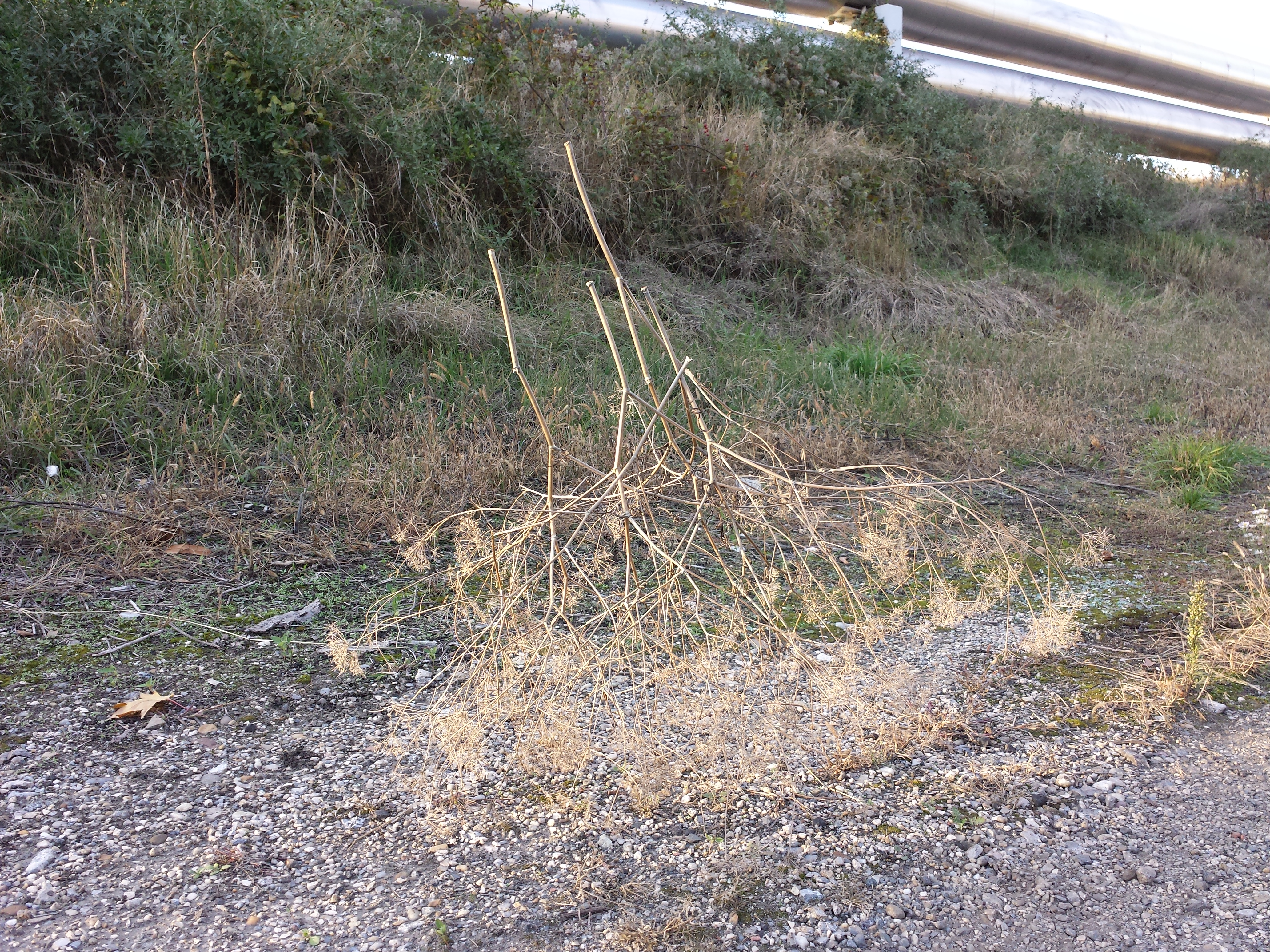
Inflorescence sèche de la Falcaire commune roulée au sol par le vent.

Un virevoltant ou tumbleweed (herbe qui roule en anglais) est, chez certaines plantes, la partie hors du sol qui, une fois mûre et sèche, se sépare de l'appareil végétatif souterrain (le plus souvent le système racinaire) avant de rouler sur le sol au gré du vent, ce qui constitue un cas de migration d’une espèce végétale et de dissémination des graines. Les virevoltants sont souvent des halophytes et des xérophytes, poussant surtout dans les écosystèmes arides et de steppe, où les vents fréquents et le manque d'obstruction favorisent leur propagation. Ce mode de dispersion se rencontre le plus fréquemment chez les plantes à fleurs, mais existe aussi chez des champignons (comme les bovistes) et des lycophytes (sélaginelles).
En dehors de sa tige et de ses racines, les tiges ramifiées formant le virevoltant, d'une hauteur entre 30 cm et quelques mètres, sont mortes. La forme approximativement sphérique et leur mort sont fonctionnelles, constituant un mécanisme favorisant l'anémogéochorie : en roulant, la structure se désagrège progressivement et libère ses graines ou spores. De nombreuses espèces de tumbleweed s'ouvrent mécaniquement, libérant leurs graines lorsqu'elles absorbent de l'eau et gonflent. Certaines espèces répandent environ 250 000 graines de semence.
Cette boule errante est bien connue dans les paysages des films de westerns. Elle est par la suite devenue populaire en ligne où elle est devenue un mème illustrant la solitude.

## Étymologie
Le nom de virevoltant dérive du verbe virevolter (tourner rapidement sur soi-même) lui-même issu d'un verbe désuet virevouster renvoyant au mouvement du cavalier qui tourne autour de son cheval pour essayer de l'enfourcher. 

## Plantes formant les virevoltants
Plusieurs des virevoltants sont des plantes rudérales, qui colonisent rapidement des territoires modifiés involontairement par l'humain.

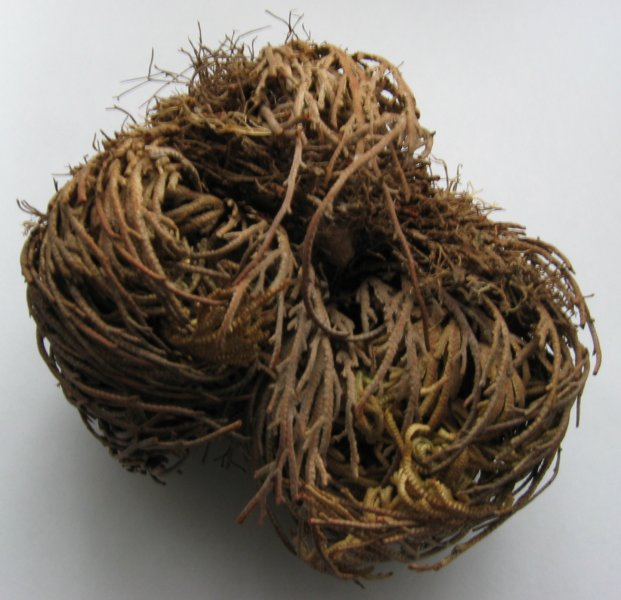
Selaginella lepidophylla, autre virevoltant d'une autre famille de plantes, du désert nord-américain.

Bien que le nombre d'espèces formant un virevoltant soit petit, un certain nombre d'entre elles sont des adventices agricoles, dites « mauvaises herbes », très répandues.
Même si elles sont originaires d'Eurasie, plusieurs espèces annuelles de Salsola (famille des Amaranthaceae), qui forment des virevoltants, sont devenues si courantes en Amérique du Nord qu'elles sont désormais un symbole commun dans les films de western, où elles symbolisent habituellement la désolation. La soude brûlée (Salsola kali) serait arrivée aux États-Unis par les expéditions de graines de lin cultivé vers le Dakota du Sud au XIXe siècle.
La soude roulante (Salsola tragus) aurait, quant à elle, été importée dans le Dakota du Sud depuis la Russie en 1870 ou en 1874 avec, là encore, des expéditions de graines de lin. Elle est devenue une mauvaise herbe, qui s'est propagée à travers l'Amérique du Nord.
Chez de nombreuses espèces, le virevoltant est détaché de la plante par abscission de la tige, abscission déjà observée chez Psoralea et Kochia.

## Effets sur l'environnement
Le département de l'Agriculture des États-Unis a classé les virevoltants comme une plante non indigène et hautement envahissante aux États-Unis. Les virevoltants sont un contributeur majeur aux extinctions de plantes indigènes et aux feux de forêt, étant très inflammables et rebondissant ou poussant rapidement dans les terres débarrassées de végétation entre les champs ou les zones de forêt comme pare-feu. Malgré plus d'un siècle de coopération entre les gouvernements mexicain, canadien et américain pour lutter contre l'espèce, on trouve des virevoltants dans la plupart des régions d'Amérique du Nord,.
Les virevoltants ont un effet important sur l'érosion des sols, en particulier sur les terres sèches. Une étude a montré qu'un seul virevoltant peut éliminer jusqu'à 166 litres d'eau dans le sol, ce qui peut mettre en difficulté une récolte de blé du printemps.
La quantité d'eau retirée de jachère fait que celle-ci est soumise à une érosion encore plus élevée. En plus de l'humidité consommée par la plante, des dommages importants à la croûte du sol sont provoqués par le mouvement des virevoltants. Ces dommages déclenchent une exposition plus élevée aux dommages causés par le vent et la perte de sol arable.

## Dans la culture populaire

### Au cinéma

Un virevoltant encore vert.

L'association faite entre les virevoltants et les westerns a conduit à une signification hautement symbolique de ces plantes dans les médias visuels. Elles représentent désormais les endroits désolés, secs, avec peu ou pas d'occupants.
Le virevoltant apparaît également dans des films qui ne sont pas des westerns: dans Thelma et Louise de Ridley Scott (1991), des virevoltants traversent le décor lorsque les deux femmes prennent le personnage incarné par Brad Pitt en stop. The Big Lebowski des Frères Cohen (1998) commence par une séquence de deux minutes où l'on suit un virevoltant d'un milieu aride jusqu'à la plage de Los Angeles. Le tout sur une chanson des années 1930 Tumbling Tumbleweeds, interprétée par Roy Rogers et Sons of the Pioneers (en). En voix off le narrateur s'adresse aux spectateurs "A l'ouest de l'Ouest vivait un type...". Le symbole de l'Ouest américain est toujours bien présent.